# Friedrich Köhnlein
Friedrich Köhnlein (Koehnlein) (12 de desembre de 1879 – 5 de juliol de 1916), fou un mestre d'escacs i problemista alemany.

## Resultats destacats en competició
El seu millor resultat es produí el 1908 quan va guanyar a Düsseldorf el 16è DSB Congress, Hauptturnier A). D'altres resultats destacats foren el 2n lloc a Múnic 1904 (Quadrangular, el campió fou Rudolf Spielmann), el 5è lloc a Nuremberg 1906 (15è DSB Congress, Hauptturnier A, guanyat per Savielly Tartakower), la victòria a Múnic 1907, i l'empat als llocs 11è-14è al fort Torneig d'escacs d'Hamburg de 1910 (17è DSB Congress, el campió fou Carl Schlechter),
Köhnlein va morir durant la I Guerra Mundial a la batalla del Somme.

### Rànquing mundial
El seu millor rànquing Elo s'ha estimat en 2583 punts, el febrer de 1911, moment en què tenia 31 anys, cosa que el situaria en 24è lloc mundial en aquella data. Segons chessmetrics, va ser el 23è millor jugador mundial el gener de 1911.